# آکمی اوکازاتو
آکمی اوکازاتو (انگلیسی: Akemi Okazato؛ زادهٔ ۲۴ ژوئیهٔ ۱۹۷۴) بازیکن بسکتبال اهل ژاپن بود.